# Station Mortsel
Station Mortsel is een spoorwegstation langs spoorlijn 25 en spoorlijn 27 in de stad Mortsel, niet te verwarren met het IC-station van de stad, station Mortsel-Oude-God.
Voor de invoering van de dienstregeling van 15 december 2024 bediende het station Mortsel enkel spoorlijn 27. Met de invoering van de nieuwe dienstregeling werd het station echter gefuseerd met het station Mortsel-Deurnesteenweg, waardoor het Station Mortsel sindsdien ook spoorlijn 25 bedient.
In 1958 werd het oude veel te kleine stationnetje van de Grand Central Belge vervangen. Het gebouw werd hoofdzakelijk in baksteen opgetrokken, met een deel van de plinten en muuropeningen in breuksteen. Het dak is aan de zijde van de overweg afgewolfd.
Het is het oudste nog bestaande station van de jonge Belgische stad Mortsel.

## Treindienst
| Serie       | Treinsoort               | Route                                                                                 | Bijzonderheden |
| ----------- | ------------------------ | ------------------------------------------------------------------------------------- | --- |
| L 2850      | L-trein (NMBS)           | Antwerpen-Centraal – Mortsel – Aarschot – Leuven                                      | |
| S 1         | S-trein Brussel (NMBS)   | Charleroi-Centraal – /Nijvel – Brussel-Zuid – Mechelen – Mortsel – Antwerpen-Centraal | Op zondag een deel Brussel-Noord - Nijvel en een deel Brussel-Zuid - Antwerpen-Centraal. Tijdens de week eerste en laatste ritten van/naar Charleroi-Centraal. |
| S 33        | S-trein Antwerpen (NMBS) | Antwerpen-Centraal – Mortsel – Herentals – Mol                                        | Rijdt alleen op werkdagen. |
| P 7280/8280 | Piekuurtrein (NMBS)      | Aarschot – Mortsel – Antwerpen-Centraal                                               | Rijdt alleen op werkdagen. |

## Galerij

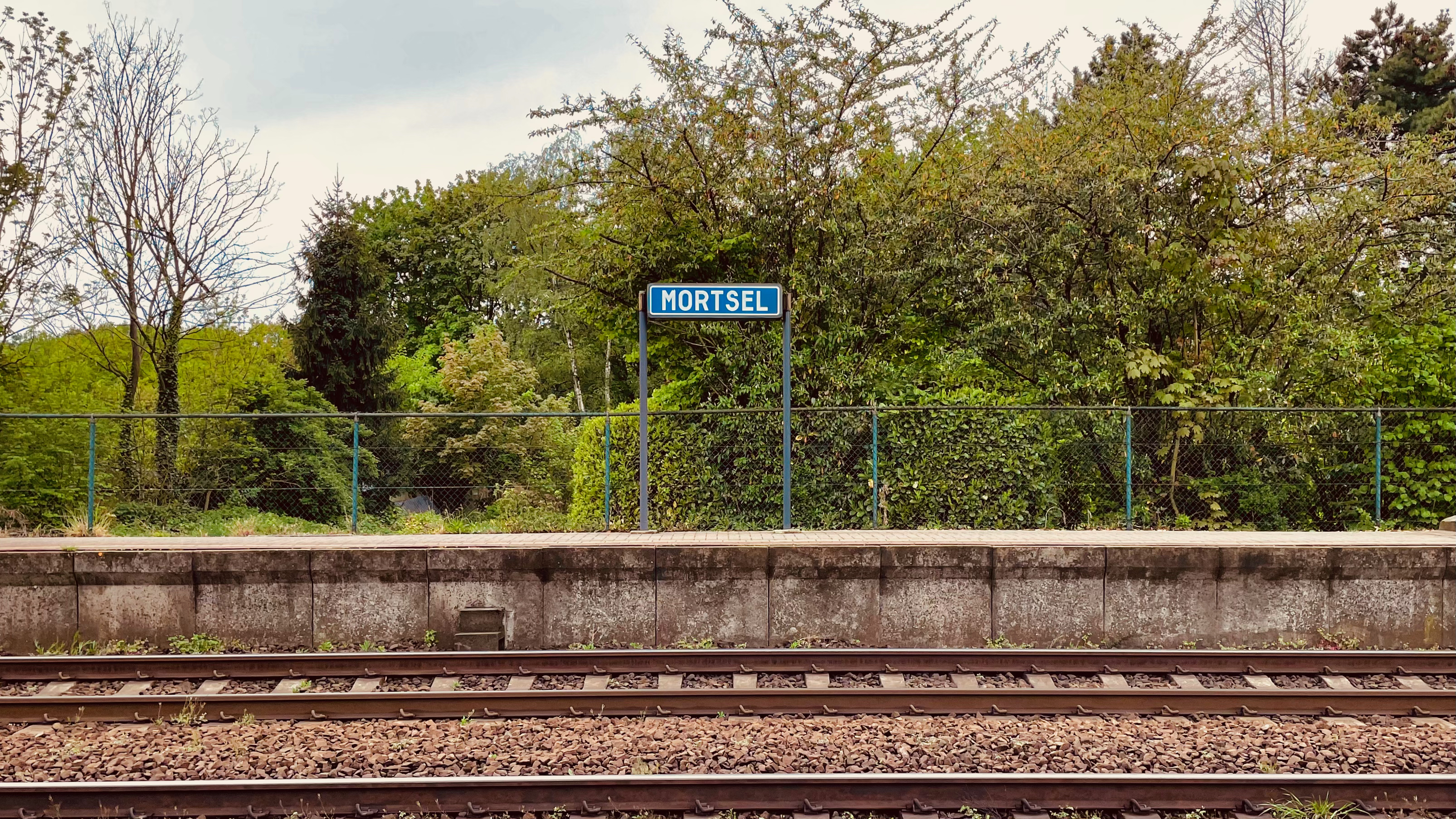
Naambord op een perron
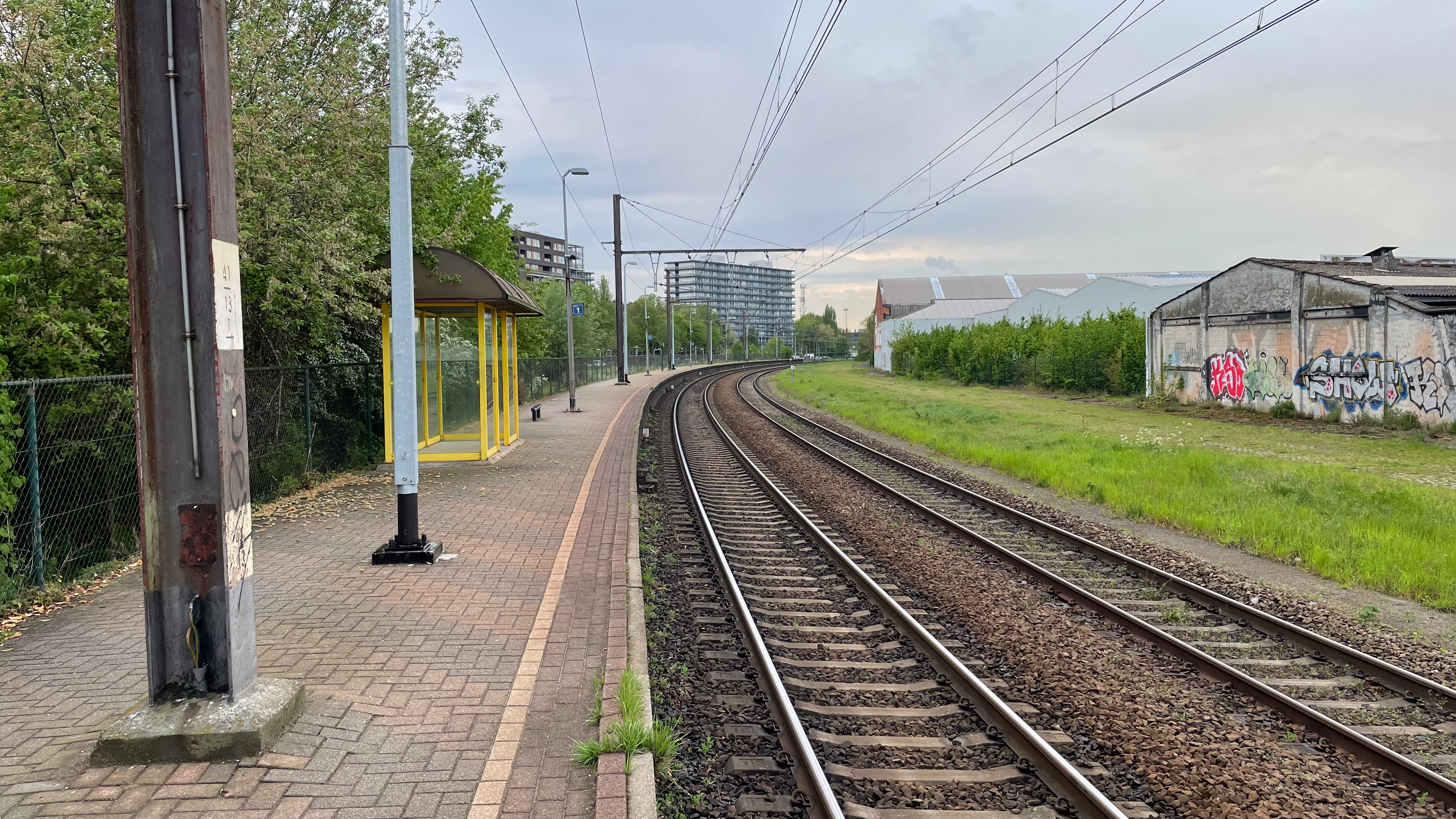
Zicht op een perron
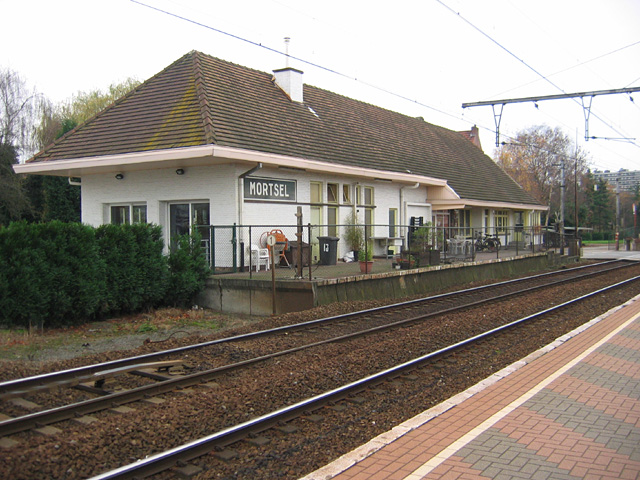
Gebouw met afgewolfd dak

## Reizigerstellingen
De grafiek en tabel geven het gemiddeld aantal instappende reizigers weer op een week-, zater- en zondag.
| Tabel: aantal instappende reizigers station Mortsel | Tabel: aantal instappende reizigers station Mortsel | Tabel: aantal instappende reizigers station Mortsel | Tabel: aantal instappende reizigers station Mortsel |
|                                                     | Weekdag                                             | Zaterdag                                            | Zondag                                              |
| --------------------------------------------------- | --------------------------------------------------- | --------------------------------------------------- | --------------------------------------------------- |
| 1977                                                | 779                                                 | 70                                                  | 41                                                  |
| 1978                                                | 835                                                 | 37                                                  | 33                                                  |
| 1979                                                | 751                                                 | 70                                                  | 41                                                  |
| 1980                                                | 758                                                 | 70                                                  | 38                                                  |
| 1981                                                | 746                                                 | 70                                                  | 82                                                  |
| 1982                                                | 885                                                 | 68                                                  | 78                                                  |
| 1983                                                | 728                                                 | 93                                                  | 95                                                  |
| 1984                                                | 523                                                 | 59                                                  | 53                                                  |
| 1985                                                | 526                                                 | 55                                                  | 40                                                  |
| 1986                                                | 493                                                 | 44                                                  | 72                                                  |
| 1987                                                | 445                                                 | 42                                                  | 42                                                  |
| 1988                                                | 410                                                 | 34                                                  | 47                                                  |
| 1989                                                | 369                                                 | 29                                                  | 31                                                  |
| 1990                                                | 370                                                 | 29                                                  | 35                                                  |
| 1991                                                | 414                                                 | 40                                                  | 31                                                  |
| 1992                                                | 355                                                 | 43                                                  | 27                                                  |
| 1993                                                | 241                                                 | 39                                                  | 39                                                  |
| 1994                                                | 325                                                 | 52                                                  | 28                                                  |
| 1995                                                | 285                                                 | 46                                                  | 35                                                  |
| 1996                                                | 310                                                 | 28                                                  | 49                                                  |
| 1997                                                | 584                                                 | 128                                                 | 93                                                  |
| 1998                                                | 270                                                 | 23                                                  | 22                                                  |
| 1999                                                | 254                                                 | 36                                                  | 31                                                  |
| 2000                                                | 330                                                 | 26                                                  | 26                                                  |
| 2001                                                | 285                                                 | 32                                                  | 27                                                  |
| 2002                                                | 266                                                 | 16                                                  | 36                                                  |
| 2003                                                | 257                                                 | 28                                                  | 26                                                  |
| 2004                                                | 361                                                 | 29                                                  | 52                                                  |
| 2005                                                | 434                                                 | 36                                                  | 34                                                  |
| 2006                                                | 359                                                 | 31                                                  | 62                                                  |
| 2007                                                | 377                                                 | 36                                                  | 120                                                 |
| 2008                                                | -                                                   | -                                                   | -                                                   |
| 2009                                                | 483                                                 | 75                                                  | 39                                                  |
| 2010                                                | -                                                   | -                                                   | -                                                   |
| 2011                                                | -                                                   | -                                                   | -                                                   |
| 2012                                                | 569                                                 | 52                                                  | 97                                                  |
| 2013                                                | 551                                                 | 50                                                  | 47                                                  |
| 2014                                                | 556                                                 | 47                                                  | 91                                                  |
| 2015                                                | 527                                                 | 44                                                  | 62                                                  |
| 2016                                                | 559                                                 | 45                                                  | 67                                                  |
| 2017                                                | 530                                                 | 58                                                  | 59                                                  |
| 2018                                                | 564                                                 | 144                                                 | 65                                                  |
| 2019                                                | 548                                                 | 106                                                 | 67                                                  |
| 2020                                                | 337                                                 | 102                                                 | 47                                                  |
| 2021                                                | -                                                   | -                                                   | -                                                   |
| 2022                                                | 737                                                 | 238                                                 | 89                                                  |
| 2023                                                | 545                                                 | 315                                                 | 104                                                 |
| 2024                                                | 576                                                 | 262                                                 | 82                                                  |

Fort 3 · Fort 4 · Fort 5 · Krijgsbaan · Luithagen · Mortsel · Mortsel-Deurnesteenweg · Mortsel-Liersesteenweg · Mortsel-Oude-God
0,0: Brussel-Groendreef ·
0,0: Brussel-Noord ·
2,4: Schaarbeek ·
7,3: Buda ·
9,4: Vilvoorde ·
13,6: Eppegem ·
15,9: Weerde ·
19,5: Mechelen-Kanaal ·
20,4: Mechelen ·
22,0: Mechelen-Nekkerspoel ·
26,5: Sint-Katelijne-Waver ·
28,9: Duffel ·
33,8: Kontich-Lint ·
36,2: Hove ·
38,1: Mortsel-Oude-God ·
39,7: Mortsel-Deurnesteenweg ·
39,7: Mortsel ·
41,8: Antwerpen-Berchem ·
43,8: Antwerpen-Centraal ·
47,6: Antwerpen-Luchtbal
0,0: Brussel-Noord ·
2,4: Schaarbeek ·
7,2: Machelen ·
9,4: Vilvoorde ·
13,6: Eppegem ·
15,9: Weerde ·
19,5: Mechelen-Kanaal ·
20,4: Mechelen ·
22,0: Mechelen-Nekkerspoel ·
26,5: Sint-Katelijne-Waver ·
28,9: Duffel ·
33,8: Kontich-Lint ·
36,2: Hove ·
38,2: Mortsel-Liersesteenweg ·
39,8: Mortsel ·
41,8: Antwerpen-Berchem ·
43,8: Antwerpen-Centraal